# Chichita de Erquiaga
Chichita de Erquiaga (Huinca Renancó, Provincia de Córdoba, Argentina; 1931) es una famosa cocinera argentina.

## Carrera
A la edad de seis años conoció lo que sería su eterna vocación, la cocina, mientras preparaba una montaña de bizcochos para convidarle a su madre.
Dueña de un talento innato para la cocina, Chichita fue una aclamada chef de la televisión argentina. Fue, al igual que otras cocineras de la pantalla chica como Doña Petrona de Gandulfo o Marta Ballina, una referente en el mundo de la cocina artesanal, que supo llegar a los hogares transmitiendo sus más deliciosas recetas.
Sucesora absoluta de la señora Petrona Carrizo de Gandulfo, su fama la alcanzó gracias al noticiero Realidad durante 7 años, en los mediodías de Canal 13. Cubría el espacio de cocina en el ciclo periodístico conducido por Juan Carlos Pérez Loizeau y Ramón Andino. A su vez trabajó varios años en el programa  Buenas tardes, mucho gusto y el exitoso Nuevediario.
También publicó decenas de libros de cocina con sus más reconocidas recetas, que enseñaron a cocinar a generaciones enteras.
En los años 80 se llegó a rumorear sobre un posible amorío entre Chichita y Ramón Andino, aunque nunca se llegó a comprobar.
En 1992 decidió abrir su propia casa, en un lujoso local de Montevideo al 1700, donde se pudieron encontrar todas las delicias de sus preparaciones, especialmente tortas y tartas, en variedades dulces y saladas.
En 1993 reapareció en la pantalla chica con un comercial de microondas Goldstar. Anteriormente ya había hecho otros comerciales, como el de la juguera Philips en los años 70.
A fines de la década de 1990 tuvo su propio ciclo en cable llamado "La casa de Chichita", ciclo que duró varios años, de media hora de duración.
Actualmente reside en Brasil donde trabaja como asesora gastronómica en la empresa Acessora Alimentar.

## Televisión
- 1970: Buenas tardes, mucho gusto
- 1981: Realidad '81
- 1982: Realidad '82
- 1983: Realidad '83
- 1984: Realidad '84
- 1985: Realidad '85
- 1986: Realidad '86
- 1987: Realidad '87
- 1988: Realidad '88
- 1988: Redacción Abierta
- 1989: Canal 13 Informa
- 1989-1990: Buenas Tardes País
- 1991: Nuevediario.[2]

## Libros
- Curso de cocina de Chichita de Erquiaga (1984)[3]
- Las recetas de Chichita de Erquiaga
- Chichita de Erquiaga: Comidas para la mesa
- La nueva cocina de Chichita de Erquiaga (1988)
- Chichita cocina con los chicos (1989)
- Panes y facturas (2000).[4]